# Bocydium tintinnabuliferum
Bocydium tintinnabuliferum är en insektsart som beskrevs av René-Primevère Lesson 1832. Bocydium tintinnabuliferum ingår i släktet Bocydium och familjen hornstritar. Inga underarter finns listade i Catalogue of Life.

## Bildgalleri

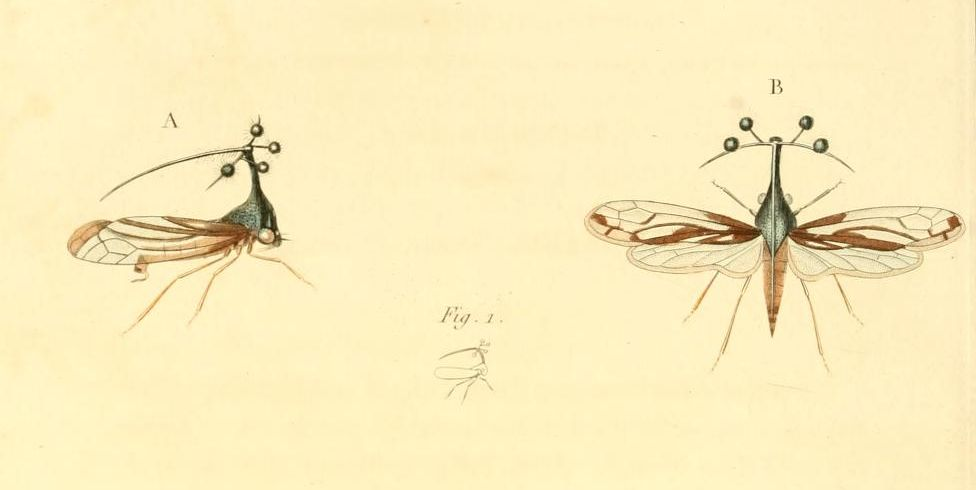